# LASCO
LASCO (англ. Large Angle and Spectrometric Coronagraph, великокутовий і спектрометричний коронограф) — прилад на борту космічного сонячного телескопа SOHO, який з трьох сонячних коронографів.

## Складові частини
LASCO складається з трьох сонячних коронографів з вкладеними полями зору:
- C1 — інтерферометричний коронограф Фабрі-Перо, що спостерігав від 1,1 до 3 сонячних радіусів, але вийшов з ладу після переривання місії SOHO 24 червня 1998 року[2]
- C2 — коронограф у білому світлі, що знімає від 1,5 до 6 сонячних радіусів
- C3 — коронограф у білому світлі, що знімає від 3,7 до 30 сонячних радіусів

Ці коронографи відстежують сонячну корону за допомогою оптичної системи, створюючи, по суті, штучне сонячне затемнення. Коронографи білого світла C2 та C3 створюють зображення корони у більшій частині видимого спектру, тоді як інтерферометр C1 створював зображення корони в кількох дуже вузьких діапазонах довжин хвиль видимого світла.

## Технологія
C3, чіткий коронограф, має час затвора близько 19 секунд. LASCO C2, помаранчеве зображення, має витримку близько 26 секунд.
Три камери LASCO мають роздільну здатність один мегапіксель. Базовою одиницею зображень LASCO є блоки розміром 32x32 пікселі. Якщо бракує лише одного біта, що може статися через перешкоди, весь блок відкидається.
Прилади LASCO мають обмежені технічні можливості порівняно з сучасними інструментами. Вони були побудовані наприкінці 1980-х років, коли цифрові камери ще були новою технологією. Існує два види порушень, які виникають повторювано:
1. Темні та світлі провали зображення у вигляді розірваних ліній, колоподібних форм або на всьому зображенні, спричинені електронним блоком. Прошивку ніколи не оновлювали, оскільки внесення змін у бортове програмне забезпечення визнали надто ризикованим.
2. Чорно-білі пікселі, що зустрічаються у візерунках, без візерунка або поодинці. Ці «відсутні блоки» — це збої телеметрії, спричинені радіоперешкодами або порушеннями передачі даних до Центру космічних польотів імені Ґоддарда.